# 먹다버린 능금
"먹다버린 능금"은 1985년에 개봉한 대한민국의 영화이다.

## 캐스팅
- 김영철
- 김현주
- 이승현
- 이계인
- 김길호
- 오경아
- 국정환
- 김진화
- 김국현
- 곽은경
- 박영노
- 공만욱
- 오영화
- 김용
- 이진선
- 김태호
- 남경희
- 김승희
- 유경애
- 문칠재
- 박예숙
- 홍성현
- 최미화
- 최신영